# 스타드 데 잘프
스타드 데 잘프(프랑스어: Stade des Alpes)는 프랑스 그르노블에 있는 다목적 경기장으로 수용 인원은 20,068명이다. 축구 클럽 그르노블 푸트 38, 럭비 유니언 클럽 FC 그르노블의 홈 구장으로 사용되고 있다.
2008년 2월 15일에 개장했으며 폴 미스트랄 공원 안에 위치한다. 경기장에는 태양 전지판에 설치되어 있는데 1년에 70,000kWh에 달하는 전기를 생산한다. 2019년 FIFA 여자 월드컵 경기가 열린 경기장 가운데 한 곳이기도 하다.